# Erzsi Kovács
Erzsi Kovács (2 de junio de 1928 ― 6 de abril de 2014) fue una cantante de pop y actriz húngara. Hizo su último álbum, "Mosolyogva búcsúzom" (título en español: "Me voy con una sonrisa"), a los 79 años. Fue galardonada con el honor más alto en Hungría, la Orden del Mérito de la República de Hungría.

## Biografía
En 1949, a los 21 años, conoció y se enamoró del jugador de fútbol Sándor Szűcs, un jugador de Újpest FC. Ambos se casaron en ese momento y la moral comunista no les permitirían estar juntos, por lo que trató de escapar a Occidente. Un agente encubierto los traicionó y su intento de deserción falló. La cantante fue sentenciada a cuatro años de prisión en un juicio que tuvo lugar el 19 de mayo de 1951. Sándor Szűcs no pidió misericordia, y, a pesar de las intervenciones de Ferenc Puskás y Ferenc Szusza, fue ejecutado. Kovács fue liberada de prisión en 1954, y al principio trabajó como administradora, luego reanudó su carrera como cantante. Ella estuvo de gira con Lehel Németh y el grupo de música Holéczy. Su primer gran éxito fue con la canción Régi óra halkan jár ("The Old Clock Ticks Softly") en 1957, pero ella ya tenía un disco de platino en 1955, con dos y medio millones de sus discos vendidos.
En 1964, dejó su compañía discográfica, y se mudó al extranjero. En los próximos 14 años, cantó en Alemania, Suecia, y en cruceros. Después de su regreso, realizó una gira principalmente en el campo. Ella también tenía varios conciertos en el Parque Estadio Real, el Concert Hall de Budapest y el Teatro de la Opereta de Budapest también. En su álbum, Mosolyogva búcsúzom, canta un cover de Dalida, Quand S'arrêtent les violons.
Murió tras una larga enfermedad el 6 de abril de 2014. Según los informes, sufría de cáncer de pulmón.

## Discografía

### Álbumes
- Tűzpiros virág (1985) (Fiery Red Flower)
- Csavargó fantáziám (1989) (My Wandering Imagination)
- Gondolj néha rám (1989) (Think of Me Sometimes)
- Búcsúzni csak nagyon szépen szabad (1992) (Be Very Nice when Saying Goodbye)
- Hangulatban (1999) (In the Mood)
- Duett (duet album with Nelly Orosz) (2005)
- Donát úton nyílnak már az orgonák (2006) (Lilacs Are Blooming on Donát Street)
- Mosolyogva búcsúzom (2009) (I Leave with a Smile)

### Recopilaciones
- Legkedvesebb dalaim (1997) (Best of)
- Slágermúzeum (2012) (Song Museum)
- Además, sus canciones se pueden escuchar en casi 3.000 álbumes recopilatorios.

### Sencillos
- 1960 Veled is megtörténhet egyszer/Megszerettelek
- 1960 Szeretlek Budapest/Rejtély
- 1962 Ha könnyezni látom a két szemed/Bámulom az eget
- 1964 Szóba sem jöhet más tánc/Kék öböl[3]
- 1964 Hová tűnt a sok virág/Ki emlékszik rá